# Luís Herrera Campíns
Luís Herrera Campíns (Acarigua, 4 maggio 1925 – Caracas, 9 novembre 2007) è stato un politico venezuelano.
È stato Presidente del Venezuela dal 12 marzo 1979 al 2 febbraio 1984.